# Lycée français international Jean-Charcot
Le lycée français international Jean-Charcot est un établissement affilié au réseau OSUI (Office scolaire et universitaire international) , à El Jadida, au Maroc. Tous les niveaux scolaires du système scolaire français sont enseignés (de la PS à la Terminale) .
Ancienne base militaire, cette dernière a été transformée en école et rénovée à deux reprises : 2001 et 2019. 

## Origine du nom
Le commandant Jean-Baptiste Charcot (1867-1936), célèbre navigateur français en partance pour l’Antarctique, fit relâcher le Pourquoi pas ? dans la rade bien abritée d'Azemmour.